# Langayo
Langayo est une commune de la province de Valladolid dans la communauté autonome de Castille-et-León en Espagne.

## Sites et patrimoine
- Église paroissiale San Pedro Apóstol.
- Chapelle del Humilladero.
- Couvent Santa María de Oreja (es)

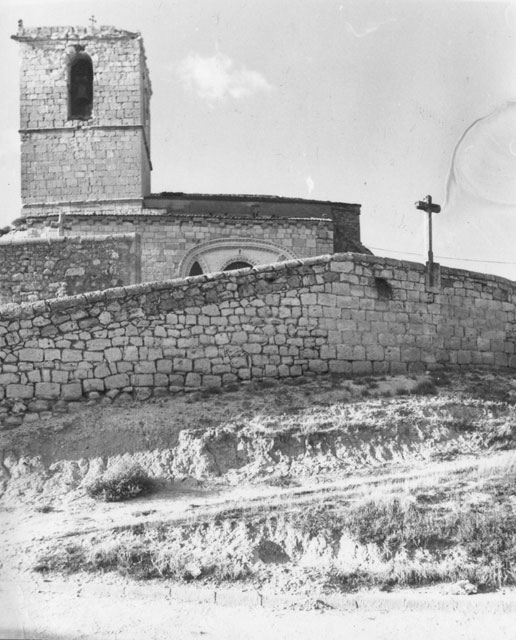
Église paroissiale San Pedro Apóstol. Fondation Joaquín Díaz.
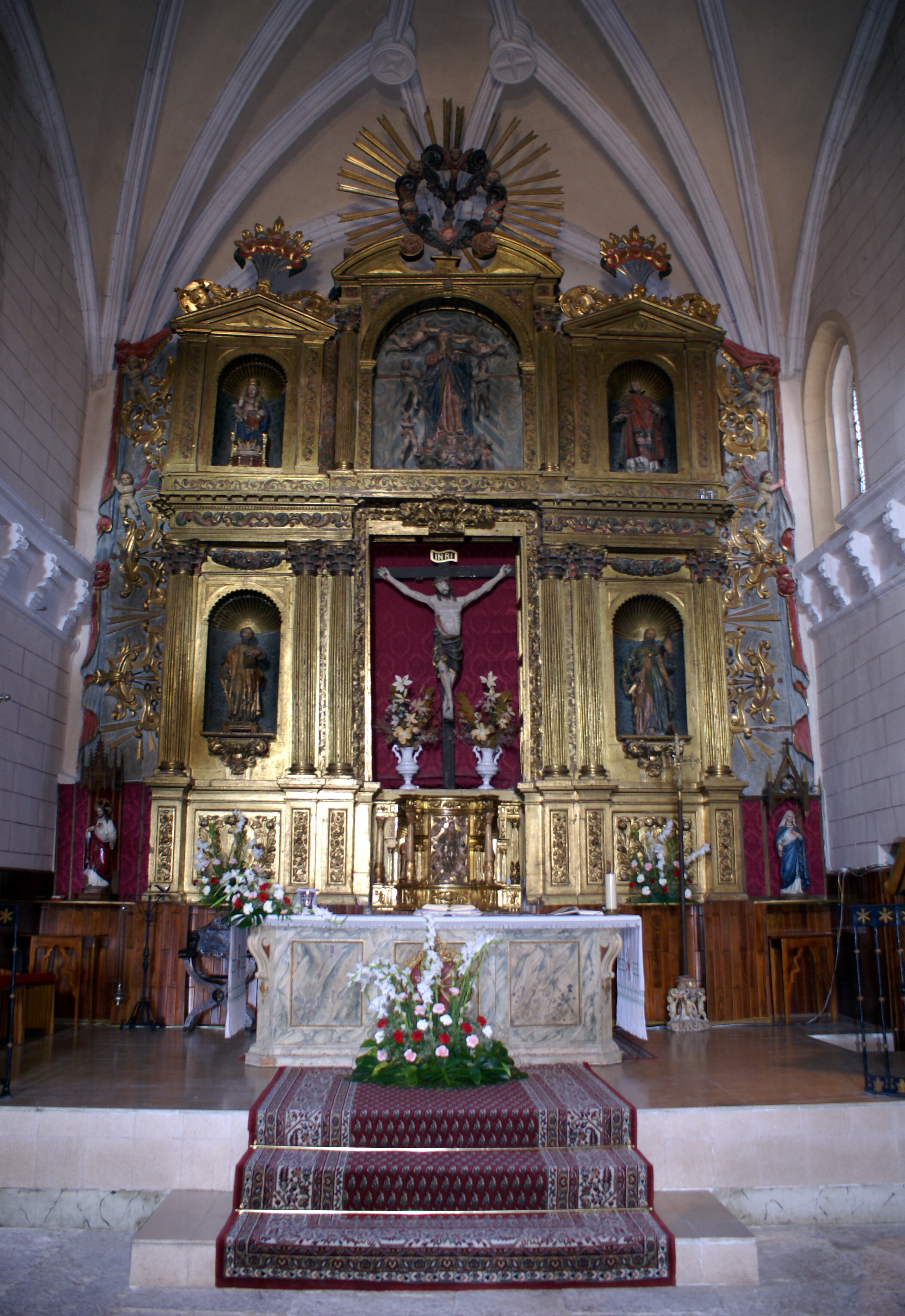
Retable de l'église San Pedro Apóstol.
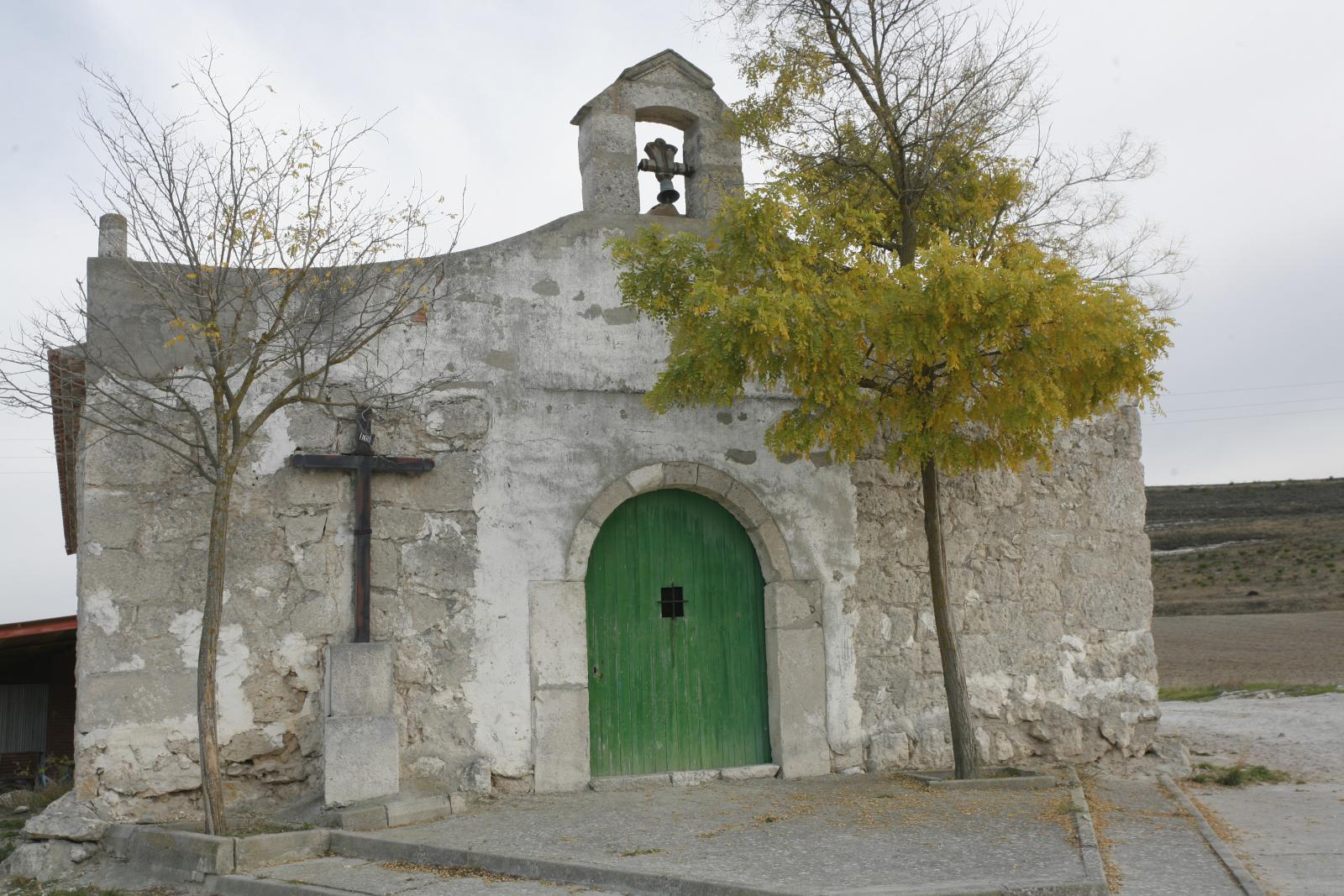
Chapelle del Humilladero.
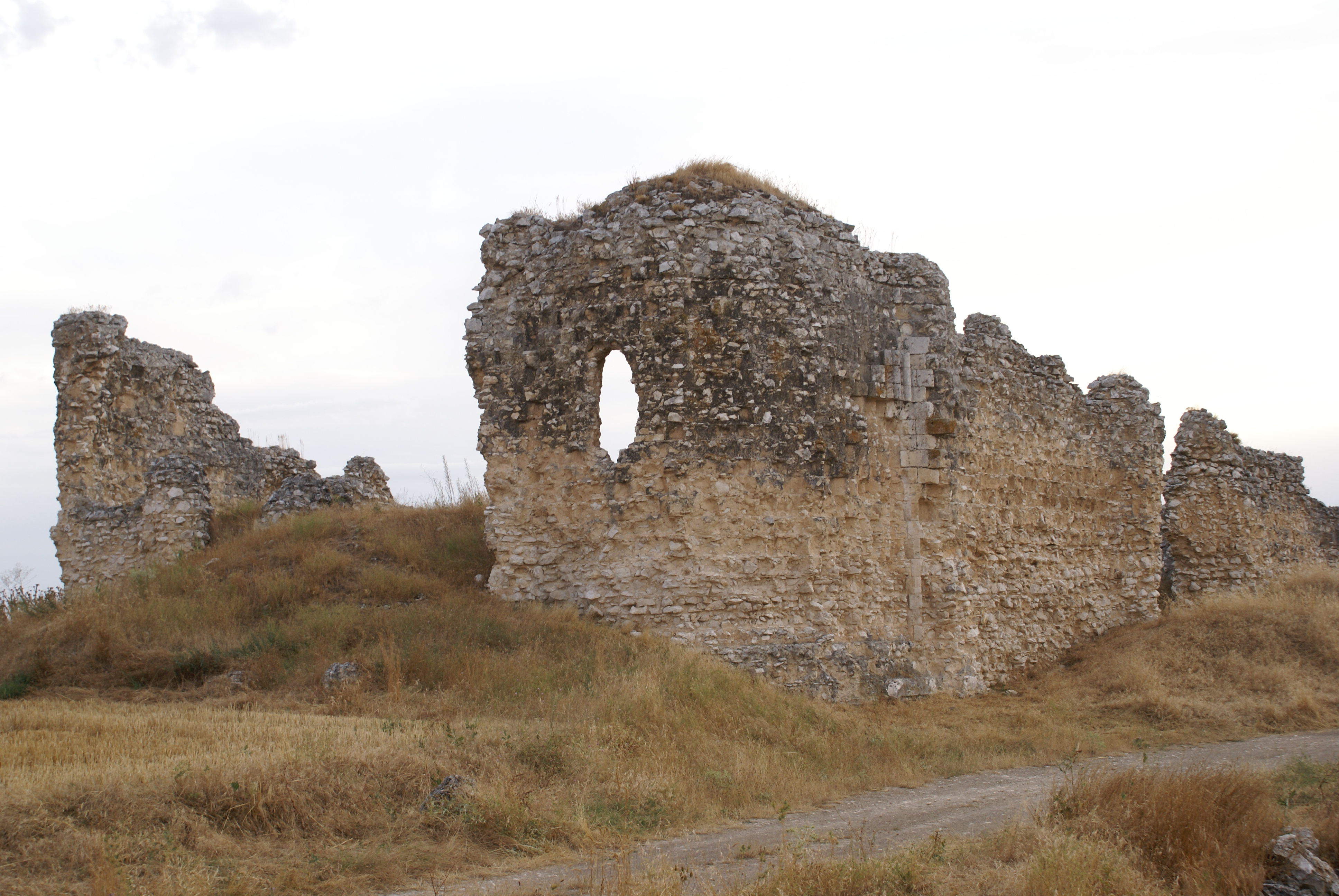
Ruines du couvent Santa María de Oreja.